# 津田麻紀子
津田 麻紀子（つだ まきこ、1984年8月31日 - ）は日本の弁護士、経産官僚。

## 来歴
東京大学法学部卒業後は東京大学大学院法学政治学研究科法曹養成専攻（法科大学院）に進学。2009年に修了。法務博士（専門職）修得。2010年 弁護士登録（第一東京弁護士会）。
2014年4月から経済産業省経済産業政策局産業組織課長補佐として出向。不正競争防止法の改正を2度経験。4年目に出産した際は任期付職員として初めて育休を取得した。

## 略歴
- 2007年3月：東京大学法学部卒業。
- 2009年3月：東京大学大学院法学政治学研究科法曹養成専攻（法科大学院）修了。
- 2010年：弁護士登録（第一東京弁護士会）。
- 2011年：山本柴﨑法律事務所勤務（〜2014年4月）。
- 2014年4月：経済産業省経済産業政策局産業組織課長補佐。
- 2016年：経済産業省経済産業政策局産業組織課長補佐 兼 経済産業政策局産業組織課知的財産政策室課長補佐（〜2018年）。
- 2019年：西村あさひ法律事務所アソシエイト。
- 2019年11月：株式会社シナモン社外取締役（監査等委員）。
- 2021年11月：経済産業省商務情報政策局総務課国際室国際戦略企画調整官。

## 著作

### 共著
- 『情報刑法I サイバーセキュリティ関連犯罪』（弘文堂、2022年6月） - 鎮目征樹・西貝吉晃・北條孝佳（著・編集）
- 『デジタルトランスフォーメーションハンドブック』（商事法務、2022年3月） - 武井一浩・矢嶋雅子・森田多恵子・西原彰美（編集）